# クリス・ディアマントポロス
クリス・ディアマントポロス（Chris Diamantopoulos, 1975年5月9日 - ）は、カナダ出身の俳優、声優、コメディアンである。
ディズニー・チャンネルのテレビアニメシリーズ『ミッキーマウス!』でミッキーマウスの声優を務めている。

## 来歴
幼少期時代、母国カナダとギリシャで育つ。9歳の頃、テレビCMに出演し芸能界デビューを果たす。

## 主な出演作品

### テレビ
2010年
- 24 -TWENTY FOUR-

2011年
- ケネディ家の人びと

2013年
- ミッキーマウス! - 声の出演

2015年
- グッド・ガールズ! 〜NY女子のキャリア革命〜 - フィン
- シリコンバレー

2016年
- ジャスティス・リーグ・アクション - グリーンアロー、H.I.V.E

### 映画
- 新・三バカ大将 ザ・ムービー The Three Stooges (2012)
- 11ミリオン・ジョブ Empire State (2013)
- エージェント・スティール The Art of the Steal (2013)
- スパイ・オブ・ギャラクシー High Moon (2014)
- 新プレデター 最強ハンター襲来 Man Vs. (2015)
- ワンス・アポン・ア・スタジオ -100年の思い出- Once Upon a Studio (2023) - 声の出演